# Pieter Huistra
Pieter Huistra (nacido el 18 de enero de 1967) es un exfutbolista neerlandés que se desempeñaba como delantero.
Pieter Huistra jugó 8 veces para la selección de fútbol de Países Bajos entre 1988 y 1991.

## Trayectoria

### Clubes
| Club                | País         | Año         |
| ------------------- | ------------ | ----------- |
| FC Groningen        | Países Bajos | 1984 - 1986 |
| SC Veendam          | Países Bajos | 1986 - 1987 |
| FC Twente           | Países Bajos | 1987 - 1990 |
| Rangers FC          | Escocia      | 1990 - 1995 |
| Sanfrecce Hiroshima | Japón        | 1995 - 1996 |
| FC Groningen        | Países Bajos | 1996 - 1997 |
| Lierse SK           | Bélgica      | 1997 - 2000 |
| RBC Roosendaal      | Países Bajos | 2000 - 2001 |

### Selección nacional
| Selección | País         | Año         |
| --------- | ------------ | ----------- |
| Absoluta  | Países Bajos | 1988 - 1991 |

## Estadística de equipo nacional
| Selección de fútbol de Países Bajos | Selección de fútbol de Países Bajos | Selección de fútbol de Países Bajos |
| Año                                 | Part.                               | Goles                               |
| ----------------------------------- | ----------------------------------- | ----------------------------------- |
| 1988                                | 1                                   | 0                                   |
| 1989                                | 4                                   | 0                                   |
| 1990                                | 0                                   | 0                                   |
| 1991                                | 3                                   | 0                                   |
| Total                               | 8                                   | 0                                   |

## Palmarés

### Como jugador

#### Torneos nacionales
| Título               | Club          | País    | Año  |
| -------------------- | ------------- | ------- | ---- |
| Copa de la Liga      | Rangers F. C. | Escocia | 1991 |
| Liga Escocesa        | Rangers F. C. | Escocia | 1991 |
| Copa Escocesa        | Rangers F. C. | Escocia | 1992 |
| Copa Escocesa        | Rangers F. C. | Escocia | 1993 |
| Liga Escocesa        | Rangers F. C. | Escocia | 1992 |
| Copa de la Liga      | Rangers F. C. | Escocia | 1993 |
| Liga Escocesa        | Rangers F. C. | Escocia | 1993 |
| Copa de la Liga      | Rangers F. C. | Escocia | 1994 |
| Liga Escocesa        | Rangers F. C. | Escocia | 1994 |
| Liga Escocesa        | Rangers F. C. | Escocia | 1995 |
| Supercopa de Bélgica | Lierse SK     | Bélgica | 1997 |
| Copa de Bélgica      | Lierse SK     | Bélgica | 1999 |

### Como entrenador

#### Torneos nacionales
| Título                  | Club                 | País       | Año  |
| ----------------------- | -------------------- | ---------- | ---- |
| Super Liga              | FC Pajtakor Tashkent | Uzbekistán | 2021 |
| Supercopa de Uzbekistán | FC Pajtakor Tashkent | Uzbekistán | 2021 |